# Нуньес, Дом
Доминик Мануэль Нуньес (англ. Dominic Manuel Nunez, 17 января 1995, Элк-Гров, Калифорния) — американский бейсболист, кэтчер клуба Главной лиги бейсбола «Колорадо Рокиз».

## Карьера
Доминик Нуньес родился 17 января 1995 года в Элк-Гров в Калифорнии. В составе школьной команды он играл на позиции шортстопа, в 2011 и 2012 годах вызывался в сборные США возрастной категории до 16 и 18 лет. После окончания школы Нуньес намеревался поступить в Калифорнийский университет в Лос-Анджелесе, но был выбран на драфте МЛБ 2013 года клубом «Колорадо Рокиз» и предпочёл подписать профессиональный контракт.
Первые два сезона своей карьеры Нуньес провёл в команде Лиги пионеров «Гранд-Джанкшен Рокиз». В 2015 году он играл в составе «Ашвилл Туристс», где неудачно провёл первую часть чемпионата, но во второй выбил 13 хоум-ранов. Сезон 2016 года Доминик провёл в «Модесто Натс», его атакующая игра была не такой эффективной как ранее, но он хорошо действовал в защите.
Чемпионат 2019 года он начал в ААА-лиге в составе «Альбукерке Изотопс». В августе Нуньеса впервые вызвали в основной состав «Колорадо». В дебютной игре в Главной лиге бейсбола он выбил хоум-ран. Всего до конца чемпионата Дом сыграл в десяти играх за «Рокиз», отбивая в них с показателем 17,9 %.